# The Story of the Kelly Gang
Pour plus de détails, voir Fiche technique et Distribution.
The Story of the Kelly Gang est un film australien réalisé par Charles Tait, sorti en 1906. Souvent considéré comme étant le premier long métrage de l'histoire du cinéma, il est en grande partie considéré comme perdu puisque seul un fragment persiste.

## Synopsis
Ce film raconte l'histoire du célèbre bushranger (hors-la-loi) Ned Kelly.

## Fiche technique
- Titre : The Story of the Kelly Gang
- Réalisation : Charles Tait
- Scénario : Charles Tait
- Photographie : Millard Johnson, Orrie Perry et Reg Perry
- Production : W.A. Gibson, Millard Johnson, John Tait et Nevin Tait
- Pays d'origine :  Australie
- Format : noir et blanc - film muet
- Durée estimée : 60 à 70 minutes
- Date de sortie : 1906

## Distribution

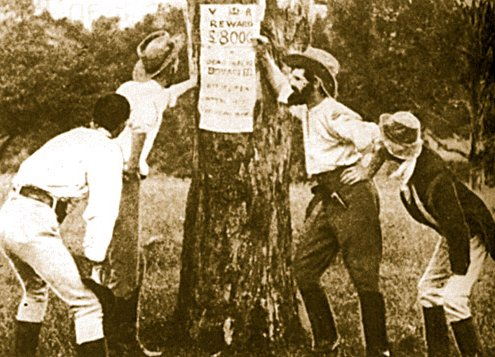
Image du film

- Frank Mills : Ned Kelly
- Elizabeth Tait : Kate Kelly
- John Tait : le maître d'école
- Bella Cola
- Vera Linden
- Ollie Wilson

## Le premier long métrage du cinéma?
D'après la définition de la Cinémathèque française selon laquelle un long métrage est un film de plus de soixante minutes, ce film est peut-être le premier long métrage de l'histoire du cinéma, dans la mesure où sa longueur d'origine est estimée à 1 300 mètres, soit une durée de 60 à 70 minutes. Ceci fait toutefois l'objet d'une polémique car on ne connait pas la durée exacte du film originel. 
The Story of the Kelly Gang est malgré tout considéré comme important et fait partie du patrimoine de la Mémoire du monde de l'Unesco.

## Autour du film
- Il s'agit d'une biographie du célèbre hors-la-loi de Victoria Ned Kelly, produite par la société de production J&N Tait (Melbourne). Le film a été tourné en six mois pour un budget de 450 livres et rapporta plus de 25 000 livres une semaine après sa sortie à l'Athenaeum Hall de Melbourne, le 24 décembre 1906.
- Il n'existe aucune copie complète du film. Il subsiste seulement quelques photographies sous forme de cartes postales, ainsi qu'un fragment de film de 70 mètres de long découvert à Melbourne à la fin des années 1980.